# 만남재
만남재(萬南齋)은 경상북도 고령군 쌍림면 평지리에 있는 건축물이다. 1974년 12월 10일 경상북도의 유형문화재 제48호로 지정되었다.

## 개요
이 건물은 고령 박씨의 중시조인 청하공(淸河公)의 묘소를 지키고, 문중 회의를 열기 위해 조선 현종(顯宗) 11년(1670)에 건립되었다. 만대산(萬代山)아래 평지리 새미실 부락의 방형 일곽 안에 대문채와 강당이 남동향으로 자리잡고 있다.
만남재는 낮은 막돌기단 위에 정면 4칸, 측면 2칸으로 홑처마 팔짝지붕이다. 평면은 가운데 2칸의 대청을 두고 양측에 온돌방을 두었으며 온돌방 전면에 툇마루를 설치하였다. 건물 양 측면에는 쪽마루를 부설하였다. 대청 바닥은 우물마루, 상부는 연등천장으로 구성되었으며, 구조는 5량가의 소로수장집으로 전면에만 원주를 사용하고 나머지는 모두 각주를 사용하였다.
상부가구는 중앙부의 기둥 위에만 통재의 대들보를 걸고, 퇴보를 기둥 머리에서 합보했다. 대들보 위에는 동자대공을 놓아 종보를 받고, 그 위에 원형 판대공으로 종도리를 지지했다. 대청 앞쪽은 개방했으며, 창호는 대청 배면에 쌍여닫이 판문, 대청과 온돌방 사이에 외여닫이 세살문을 달았다. 대문채는 정면 3칸, 측면 1칸의 솟을삼문으로 1974년에 신축하였다.

## 참고 문헌
- 만남재 - 국가유산청 국가유산포털